# Никоново (Чухломский район)
Никоново — деревня в Чухломском муниципальном районе Костромской области. Входит в состав Петровского сельского поселения

## География
Находится в северной части Костромской области на расстоянии приблизительно 11 км на юго-восток по прямой от города Чухлома, административного центра района на левобережье реки Вига.

## История
В 1872 году здесь было учтено 15 дворов, в 1907 году — 13.

## Население
Постоянное население составляло 75 человек (1872 год), 63 (1897), 67 (1907), 4 в 2002 году (русские 100 %), 0 в 2022.